# ماسیج فالکوفسکی
ماسیج فالکوفسکی سفیر لهستان در ایران (۲۰۱۹–۲۰۲۴) بود.

## زندگی
ماسیج فالکوفسکی دارای مدرک کارشناسی ارشد حقوق از دانشگاه کاتولیک لوبلین است. او همچنین دارای تحصیلات ADR در دانشگاه تورنتو (۲۰۰۷)، MBA اجرایی در دانشگاه فناوری ورشو (۲۰۰۹) و تحصیلات دکترا در دانشکده اقتصاد ورشو (۲۰۱۳) است.
در سال ۱۹۹۸، فالکوفسکی به وزارت امور خارجه پیوست. او در سفارت اسلو و به عنوان نماینده سازمان ملل در وین مشغول به کار بوده است. همچنین کارشناس و رئیس واحد کنترل صادرات و خلع سلاح متعارف در بخش سیاست امنیتی بود. فالکوفسکی بین سال‌های ۲۰۰۳ و ۲۰۰۷ به عنوان افسر کنسولی در تورنتو خدمت کرد و در سال‌های ۲۰۱۳–۲۰۱۴ معاون مدیر بخش آسیا و اقیانوسیه بود. وی از سال ۲۰۱۵ تا ۲۰۱۹ معاون و رئیس اداره همکاری‌های اقتصادی بوده است و در سال ۲۰۱۸ عضو شورای مشورتی آژانس فضایی لهستان شد. وی از ۸ ژوئن ۲۰۱۹ به عنوان سفیر لهستان در ایران منصوب شد. وی در تاریخ ۱۷ ژوئن ۲۰۱۹ استوارنامه خود را تقدیم رئیس‌جمهور وقت ایران، یعنی حسن روحانی کرد و مأموریت خود را در ژوئیه ۲۰۲۴ به پایان رساند.
او علاوه بر لهستانی به زبان‌های انگلیسی، آلمانی و فرانسوی نیز صحبت می‌کند و متأهل و دارای یک فرزند است.